# 川口一彦
川口 一彦（かわぐち かずひこ、1951年 - ）は、愛知福音キリスト教会の牧師。日本景教研究会代表、国際景教研究会日本代表、愛知書写書道教育学院院長、東海聖句書道会会員。博士（景教）、基督教教育学博士として活動し、クリスチャントゥディ誌上にコラムを連載している。

## 略歴
1951年松阪市にて出生。中学校卒業後、名古屋市の化学工場に就職し、社内の書道部で書を学ぶ。挫折して会社の寮を出たが、宗教に関心を持ち、愛知学院大学宗教学科に入学した。様々な宗教を学ぶため、春日井福音館を訪れ梶日出男牧師と出会う。
名古屋の教会で行われた本田弘慈の特別集会に参加して感銘を受け、受洗を決意。1975年、受洗した。洗礼を受けると聖霊に満たされ、仏教の授業が苦痛になり、教授の顔が悪魔に見えたため、洗礼を受けた年に大学を中退した。
1978年、教会から伝道に遣わされ、名古屋市の駅前で路傍伝道を始めた。神学校は東海聖書神学塾を卒業。博士号を同神学塾で取得したという。

## 思想
東海聖句書道展で大秦景教流行中国碑の拓本に出会い、景教研究を始める。古代日本にキリスト教（景教）が伝来していたとし、各地の祭りや民話に古代キリスト教の影響があると考える。高砂市の「ひとつ物祭」は過越の祭の再現であると推察。いろは歌には暗号で「一張羅」（「この方しかいない」という意）が込められていると解釈する。

## 活動
2000年に『景教』を自費出版し、各種新聞に取り上げられた。2002年、イーグレープ社社長穂森宏之の導きで『景教―シルクロードを東に向かったキリスト教』を出版。穂森が出版記念として「景教の源流を探る旅」を企画してくれ、初めて大秦景教流行中国碑の実物を見ることができた。
日本景教研究会を設立し、2009年より季刊誌会報「景教」を発行。年数回の講演のほか、景教資料館建設のための寄付を募る物品販売などを行う。聖句書展や拓本展も開催。2014年、自宅兼教会前に大秦景教流行中国碑の模刻碑を建てる。基督教教育学博士として、2014年からクリスチャントゥディにコラムを連載。2021年、聖書日めくりカレンダーを制作・販売。

## 著書

### 単著
- 『景教―シルクロードを東に向かったキリスト教』イーグレープ、2002年
- 『仏教からクリスチャンへ』イーグレープ、2004年
- 『景教のたどった道―東周りのキリスト教』キリスト新聞社、2005年
- 『漢字と聖書と福音』いのちのことば社、2007年
- 『一から始める 筆ペン練習帳(1)』イーグレープ、2011年
- 『景教 (東回りの古代キリスト教) 』イーグレープ、2014年
- 『仏教からクリスチャンへ―新装改訂版―』イーグレープ、2017年

### 監修
- ジョン・M・L・ヤング『徒歩で中国へ』イーグレープ、2010年